# Pochlovická minerálka
Pochlovická minerálka je volně přístupný minerální pramen v  Dolních Pochlovicích, části města Kynšperk nad Ohří v okrese Sokolov v Karlovarském kraji.

## Geografická poloha
Minerálka vyvěrá   v Chebské pánvi v k. ú. Liboc u Kynšperka nad Ohří severozápadně od Kynšperku nad Ohří.

## Přírodní poměry a využívání

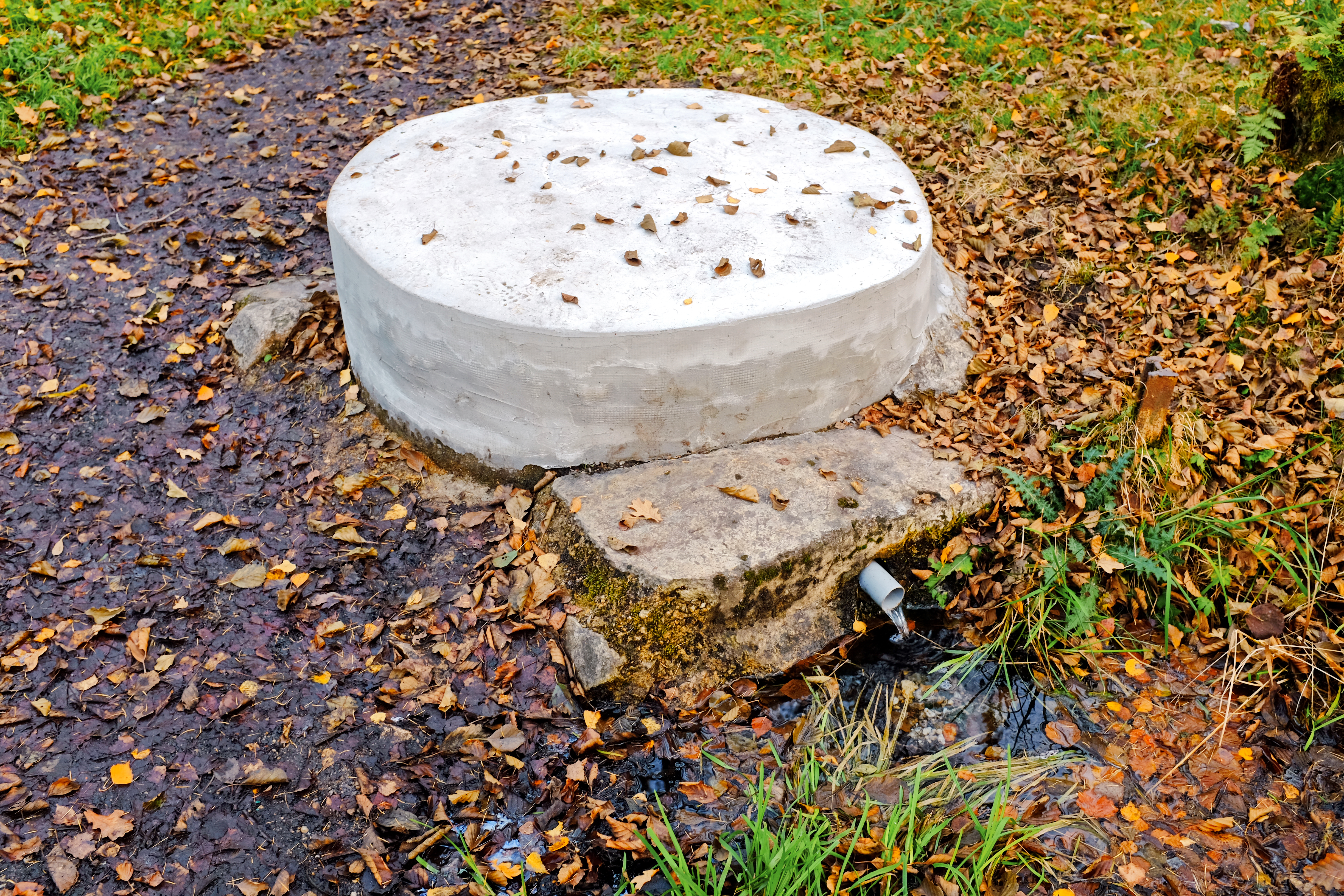
Jímání druhého pramene

Pramen Pochlovické minerálky se nachází v silně podmáčeném olšovém lesíku u levého břehu Libockého potoka, levostranného přítoku Ohře. Vyvěrá v aluviálních sedimentech a hlinitých štěrkopíscích, jejichž skalní podloží tvoří svory krušnohorského krystalinika. Leží poblíž zlomového pásma Oherského riftu na vyzdvižené kře. Hlavní pramen vyvěrá v pramenní jímce zakryté kamennou mohylou, na níž je uveden letopočet 1956, kdy byla provedena poslední úprava záchytu. Jen několik metrů od hlavního pramene byl v roce 1961 zachycen druhý, méně vydatný pramen. Vývěr v betonové skruži je krytý betonovým poklopem. Bezprostřední okolí Pochlovické minerálky má charakter močálu, v němž jsou patrné vývěry oxidu uhličitého ve formě bublinek.
U pramene byla dříve plnírna minerálních vod, po jejím zániku je minerálka využívána pouze sporadicky místními obyvateli.

## Vlastnosti a složení
Teplota pramene mírně kolísá okolo 9 °C, celková mineralizace činí přibližně 60 mg/litr. Obsah oxidu hličitého je vysoký, dosahuje 1 200 mg/litr, což dodává minerálce vysokou perlivost a příjemnou kyselou chuť. Minerální voda má mírně zvýšený obsah oxidu křemičitého (SiO2) v hodnotě 14 mg/litr. Naopak obsah železa je velmi nízký v hodnotě 0,05 mg/litr a proto se v láhvi netvoří železité okry. Hodnota pH je 4,1. O léčivých účincích kyselky nejsou žádné zprávy.

## Přístupnost
Minerální pramen je volně přístupný a je zakreslený v turistických mapách. Cesta k němu není turisticky značená, ale najít lokalitu je poměrně jednoduché. Pramen je ukrytý v hustém olšovém porostu a vede k němu polní cesta od „Domova pro seniory“ v Dolních Pochlovicích. Vzdálenost od příjezdové silnice k Domovu pro seniory až k prameni činí asi 150 m.